# Estratònic (artista)
Estratònic (Stratonicus Στρατόνικος) fou un artista grec. Fou treballador de la plata i se sap que va fer diverses estàtues representant a Àtal I de Pèrgam i Èumenes I de Pèrgam en lluita contra els gals (gàlates). Va florir vers el 240 aC). També l'esmenta Plini que diu que va gravar una copa amb un sàtir.